# Pär Segerdahl
Pär Gunnar Segerdahl, född 9 december 1962 i Söderhamn, är en svensk filosof, forskare och författare. Han är verksam vid Uppsala universitet.

## Biografi
Segerdahl studerade filosofi och språkvetenskap vid Uppsala universitet och doktorerade i teoretisk filosofi 1993. Därefter fortsatte han med en postdoktoral forskning vid Oxfords universitet 1994-95. Han blev docent vid Åbo Akademi 1998 och vid Uppsala universitet 2001. Hans forskningsinriktning är framför allt en filosofisk dialog med andra vetenskapliga discipliner. I en rad olika forskningsprojekt har han samverkat med företrädare för olika specialområden, såsom lingvister, primatologer, bioetiker, djurrättsforskare och genusforskare. Inte minst har han ägnat sig åt filosofisk och praktisk forskning rörande djur och djurrättsfrågor och även skrivit en rad böcker inom dessa ämnen.
År 2000 inledde han ett forskningsprojekt kring försöken att lära apor språk i samarbete med Sue Savage-Rumbaugh och William Fields, resulterande bland annat i den gemensamma boken Kanzi's Primal Language (2005). Som primatolog visar han en mer kreativ sida, jämfört med den kritiska hållningen i hans tidiga språkfilosofi. Sedan 2001 är han knuten till Centrum för forsknings- och bioetik i Uppsala och ledde bland annat det Formas-finansierade projektet Vad är naturligt beteende hos ett husdjur? i samverkan med Sveriges lantbruksuniversitet 2004-07 om etiska frågor omkring djurhållning och djurs relationer till människan. En bok med anknytning till detta projekt är Djuren i kulturen (2009). 2007-09 var han gästforskare vid Centrum för genusvetenskap i Uppsala och blev där en av grundarna av dess Humananimal-grupp och redaktör för dennas bokverk Undisciplined Animals (Cambridge Scholars Publishing, 2011). Även det följande projektet Bli "mänsklig" är knutet till denna grupp. Han är redaktör för Centrum för forsknings och bioetiks bloggar Etikbloggen respektive The Etics Blog. Segerdahl är också verksam inom BBMRI.se (Biobanking and Biomolecular Resources Research Infrastructure Sweden) och arbetar med att utveckla nya perspektiv på absolutism och relativism inom moralforskning.
Segerdahl är medlem i Nordic Network for Philosophical Anthropology och Nordiska Wittgensteinsällskapet.